# Церква Нордрейса
Церква в Нуррейса (норв. Nordreisa kirke) — парафіяльна церква Церкви Норвегії в комуні Нуррейса у фюльке Трумс-ог-Фіннмарк, Норвегія. Вона розташована у селі Сторслетт. Є однією з двох церков у парафії Нуррейса, яка є частиною деканату Нур Трумс єпархії Нур Галогаланн.
Біла дерев'яна церква була побудована в 1856 році за планами, складеними архітектором Крістіаном Генріхом Грошем.
Церква вміщує близько 350 осіб.

## Історія
Дозвіл на будівництво церкви було схвалено приблизно 1850 року. 9 серпня 1852 року архітектор Крістіан Генріх Грош надіслав архітектурні креслення для нової церкви керівникам парафії. 8 жовтня 1856 року єпископ Кнуд Гіслесен освятив будівлю.
Церква побудована з деревини, що була привезена з регіону Рейсадален, розташованому за 40 км від Сторслетту. Лісоматеріали до будівельного майданчика сплавляли річкою Рейса. Всередині церкви видно ту деревину. Будівля побудована за допомогою техніки лафте (типу опорної конструкції), яка до середини 19 століття була домінуючою при зведенні дерев'яних будівель у Норвегії.
Під час останньої зими Другої світової війни (1944—1945 рр.) церква використовувалася як резиденція німецьких солдатів, а службова будівля поруч як стайня. Церква була врятована під час спалення Фіннмарка та Північного Трумса німецькою армією, яка відступала в 1945 році. У цей період зникла значна частина церковного інвентаря. Через кілька років по закінченню війни в купі кінського гною знайшли хрестильну чашу 1856 року, яку невдовзі відреставрували і повернули до церкви. Тепер вона висить як прикраса на стіні у хрестильній ризниці.

## Інтер'єр
У 1908 році церква отримала фісгармонію, яку встановили на хорі. 1968 року церква отримала свій перший трубчатий орган. У 2005 році був побудований новий орган на 19 голосів.
Вівтарну ікону («образ») для церкви виконав у 1923 році Монс Брейвік (Mons Breidvik). З часу побудови церкви і до його появи на його місці був простий білий хрест.
На одне зі свят взимку 1975 року від сильного холоду тріснув церковний дзвін. Зараз він стоїть на даху хрестильної ризниці всередині церкви. У 1976 році був придбаний і встановлений на дзвінниці новий, трохи менший дзвін.

## Медіа галерея

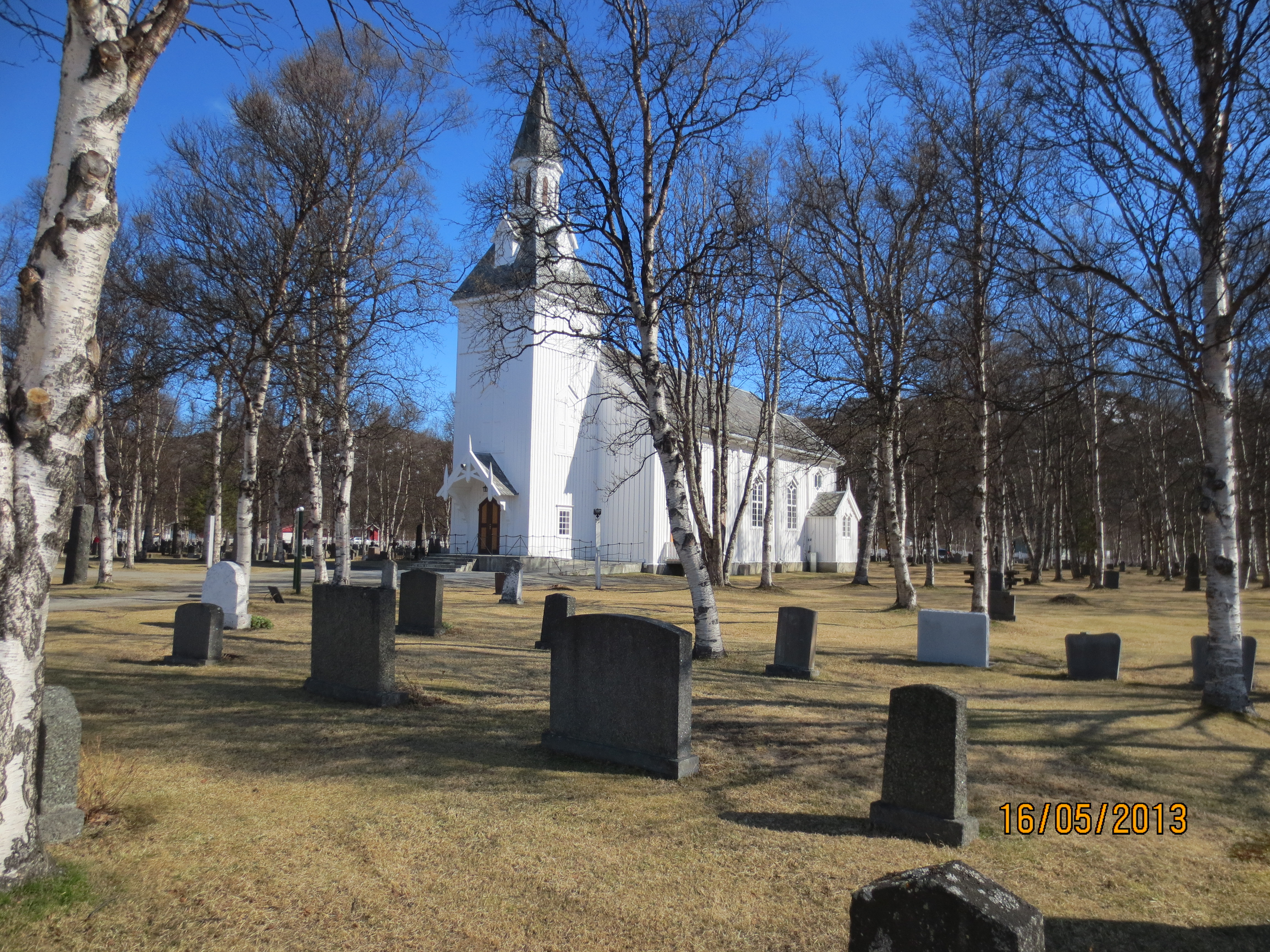
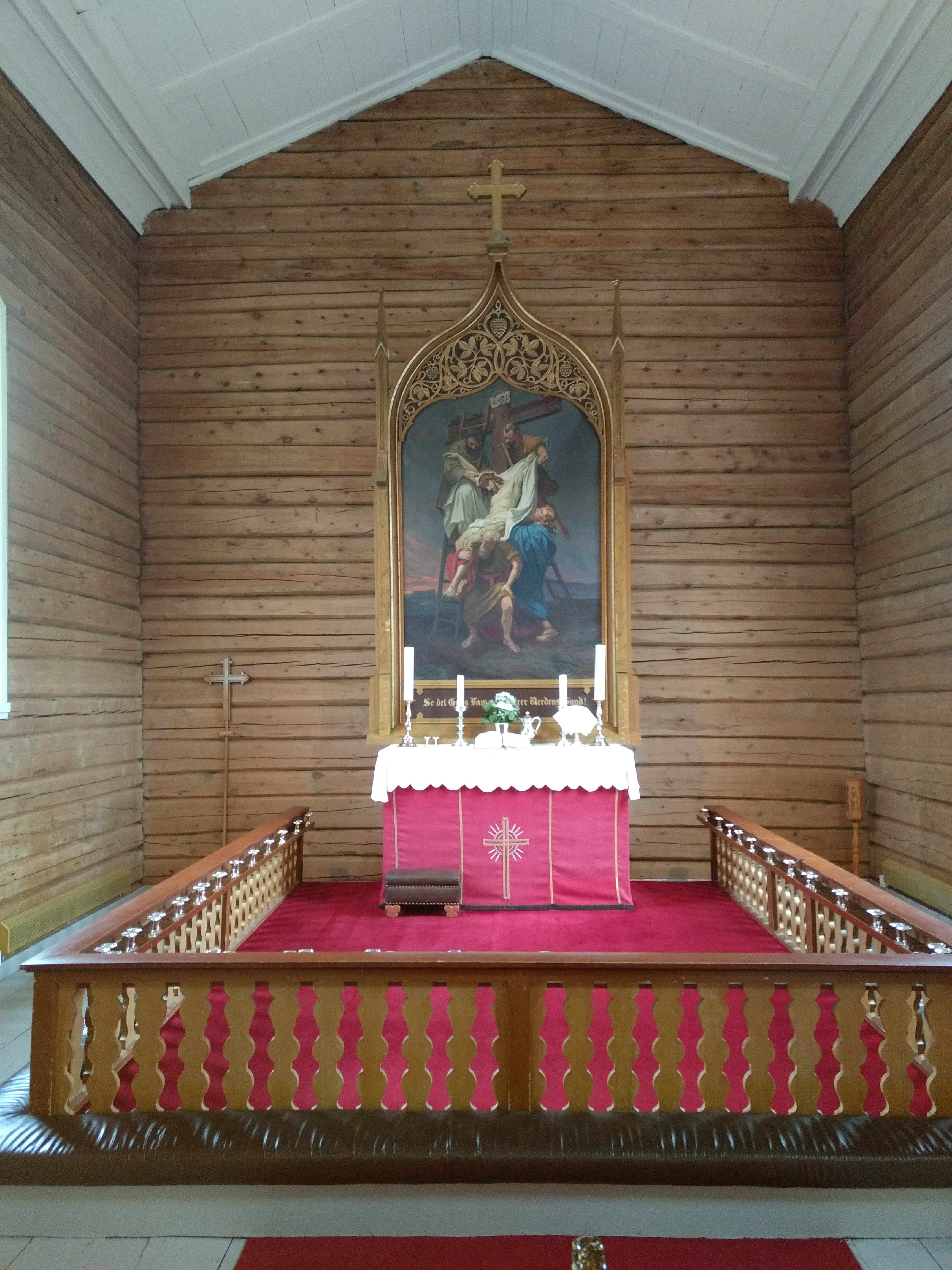
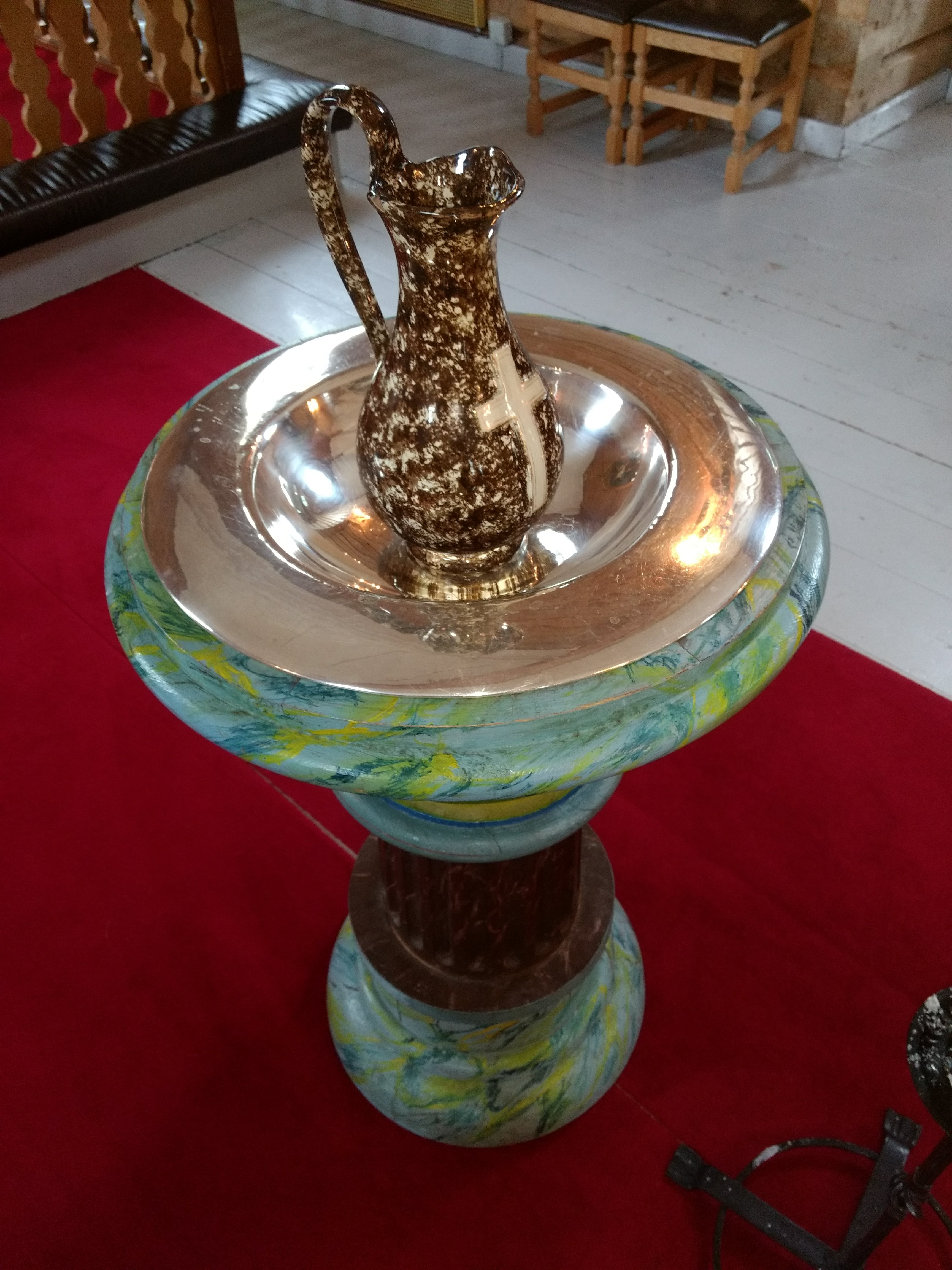
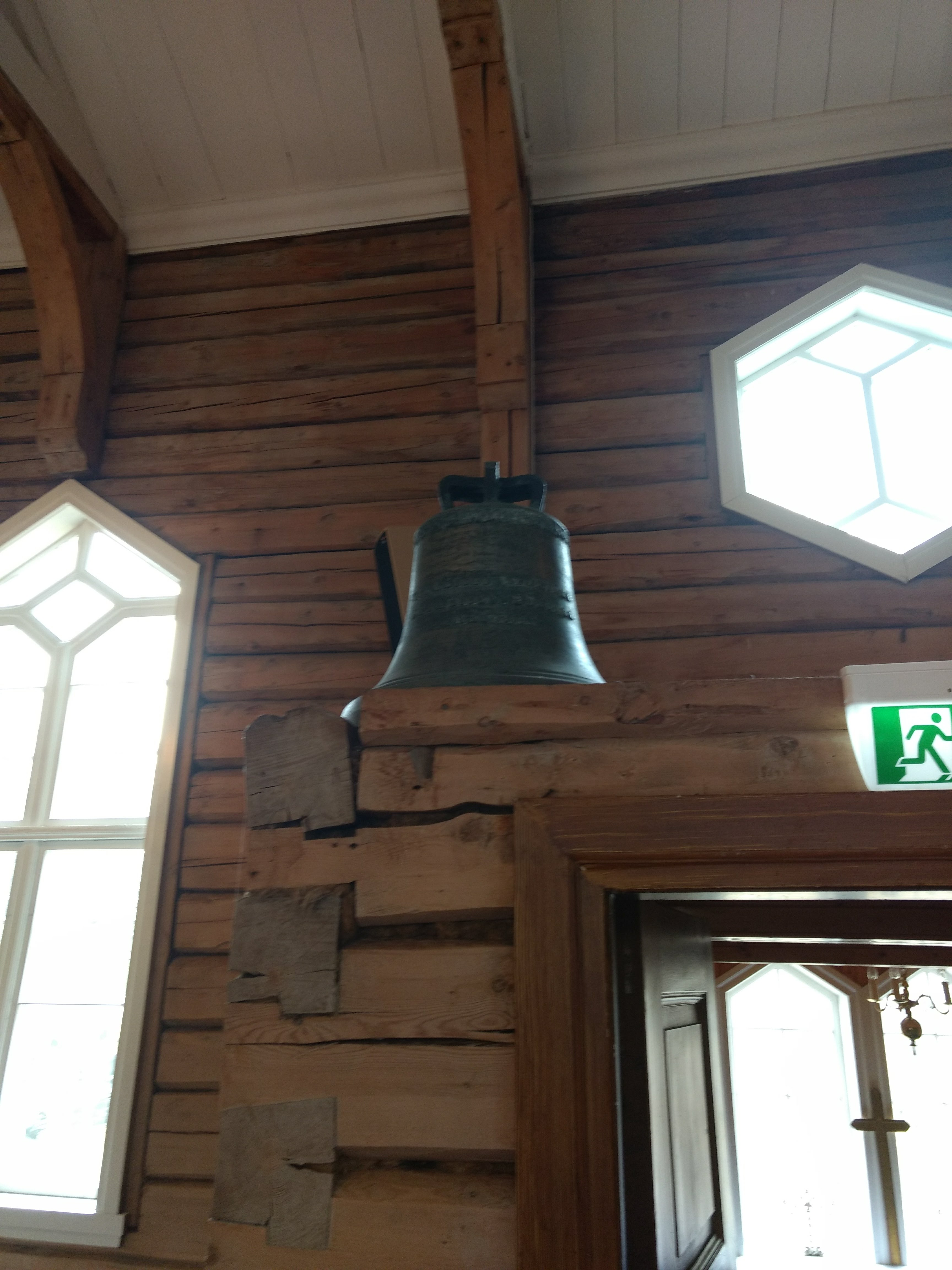
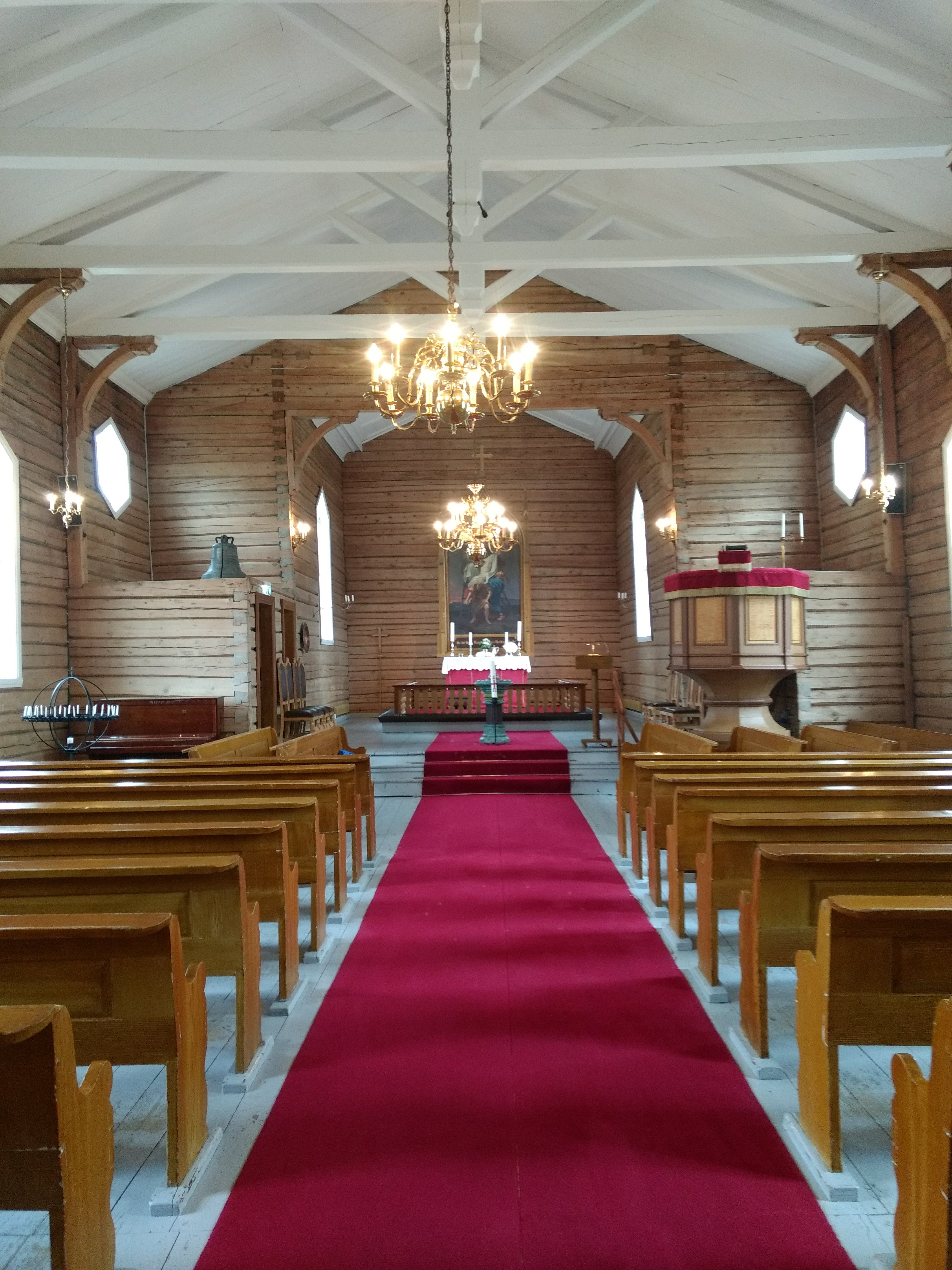
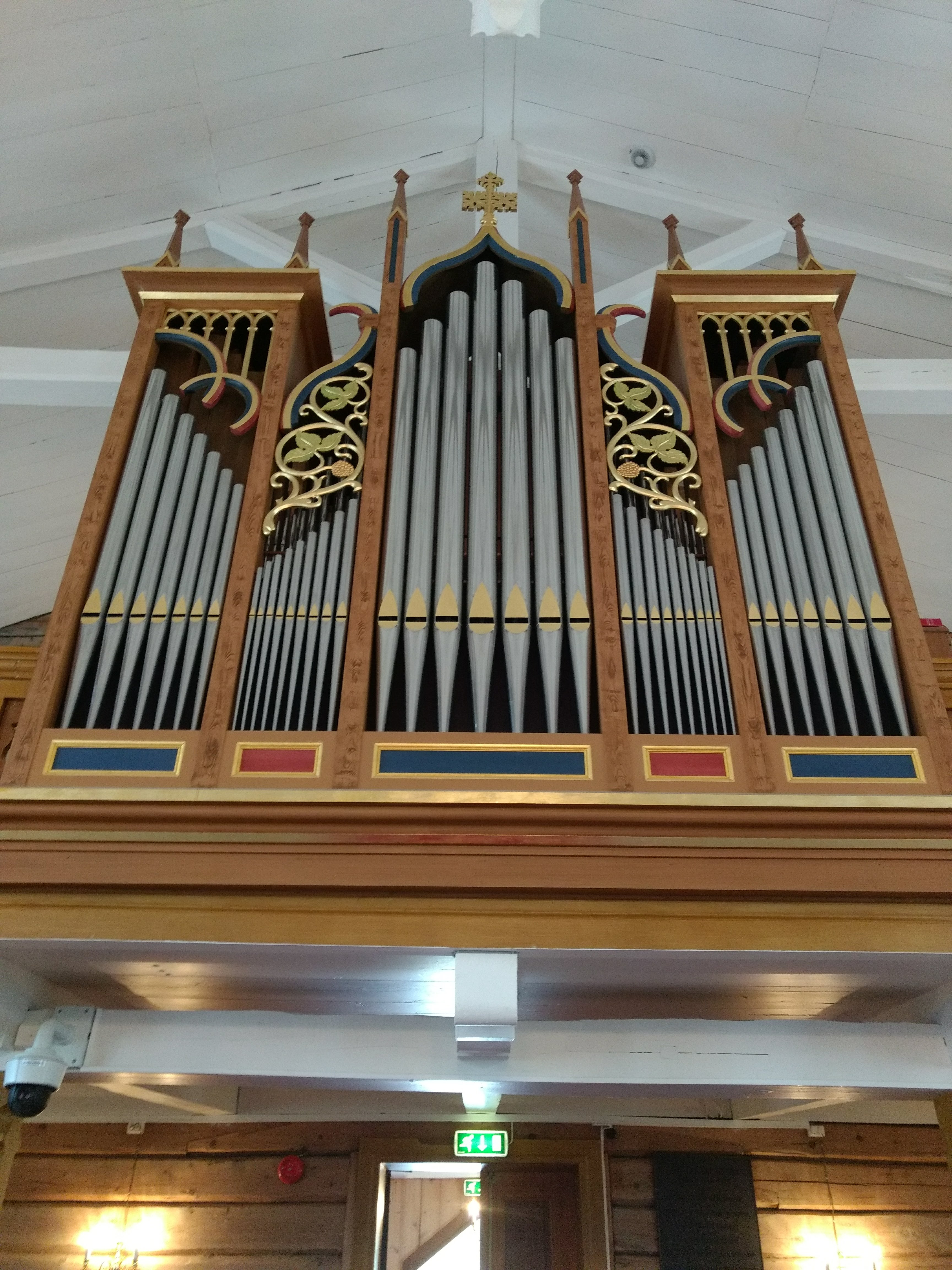
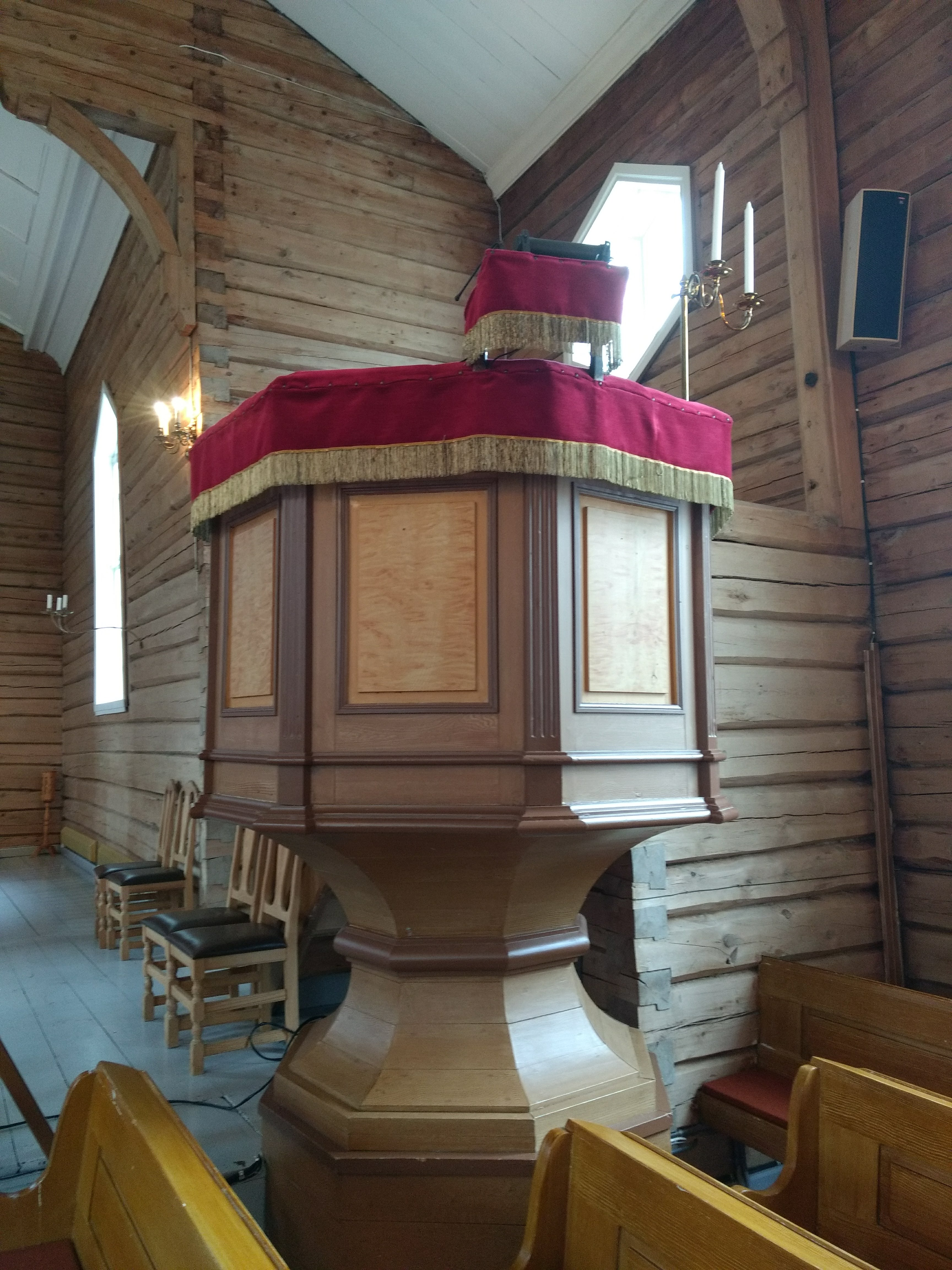